# Darja Wiktorowna Jegorowa
Darja Wiktorowna Jegorowa (russisch Дарья Викторовна Егорова, englische Schreibweise Daria Egorova; * 22. Juni 2007) ist eine russische Tennisspielerin.

## Karriere
Jegorowa begann mit sechs Jahren das Tennisspielen und bevorzugt Sandplätze. Sie spielt bislang vorrangig Turniere auf der ITF Women’s World Tennis Tour, wo sie bislang vier Titel im Einzel und zwei im Doppel gewinnen konnte.

## Turniersiege

### Einzel
| Nr. | Datum           | Turnier             | Kategorie | Belag             | Finalgegnerin    | Ergebnis  |
| --- | --------------- | ------------------- | --------- | ----------------- | ---------------- | --------- |
| 1.  | 4. August 2024  | Tbilisi             | ITF W15   | Hartplatz         | Rada Solotarjowa | 6:3, 6:1  |
| 2.  | 6. Oktober 2024 | Scharm asch-Schaich | ITF W15   | Hartplatz         | Sandra Samir     | 7:5, 6:0  |
| 3.  | 2. März 2025    | Ma’anshan           | ITF W15   | Hartplatz (Halle) | Hayu Kinoshita   | 7:63, 6:4 |
| 4.  | 9. März 2025    | Ma’anshan           | ITF W15   | Hartplatz (Halle) | Ye Qiuyu         | 6:2, 6:1  |

### Doppel
| Nr. | Datum          | Turnier   | Kategorie | Belag             | Partnerin           | Finalgegnerinnen               | Ergebnis          |
| --- | -------------- | --------- | --------- | ----------------- | ------------------- | ------------------------------ | ----------------- |
| 1.  | 3. August 2024 | Tiflis    | ITF W15   | Hartplatz         | Rada Solotarjowa    | Sofja Gapankowa Ksenija Jorsch | 6:3, 6:0, [13:11] |
| 2.  | 1. März 2025   | Ma’anshan | ITF W15   | Hartplatz (Halle) | Ekaterina Shalimova | Kim Na-ri Ye Qiuyu             | 6:2, 7:5          |